# Fröndenberg
Fröndenberg es un municipio situado en el distrito de Unna, en el estado federado de Renania del Norte-Westfalia (Alemania), con una población a finales de 2016 de unos 20 908 habitantes.
Se encuentra ubicado en la zona centro del estado, en la región de Arnsberg, cerca de la orilla de los ríos Ruhr y Lippe —ambos, afluentes derechos del Rin—.